# چاپر (فیلم)
چاپر (انگلیسی: Chopper) فیلمی در ژانر زندگینامه‌ای، جنایی، درام، و کمدی-درام به کارگردانی اندرو دامینیک است که در سال ۲۰۰۰ منتشر شد. از بازیگران آن می‌توان به اریک بانا اشاره کرد.

## داستان
این فیلم داستان «مارک چاپر» را روایت می‌کند، یک جنایتکار افسانه‌ای که در دوره حبس اش در زندان به جرم قتل، زندگی‌نامه خودش را می‌نوشت. کتاب چاپر، که این فیلم هم بر پایه همان ساخته شده، یکی از پرفروش‌ترین کتاب‌های سال بود.